# 카타리나 이바노프스카
카타리나 이바노프스카(마케도니아어: Катарина Ивановска, Katarina Ivanovska, 1989년 8월 18일 ~ )는 북마케도니아의 모델이다.